# گرد و غبار (فیلم ۲۰۰۹)
«گرد و غبار» (انگلیسی: Dust) یک فیلم است که در سال ۲۰۰۹ منتشر شد.